# Buchhübel
Der Buchhübel ist ein 409,8 Meter hoher Berg im Pfälzerwald.

## Geographie

### Lage
Der Berg befindet sich größtenteils auf Gemarkung der Ortsgemeinde Ludwigswinkel, zu der die Süd- und die Ostflanke gehören. Die Nordflanke gehört zu Lemberg und ein Teil der Südwestflanke zu Eppenbrunn.
An seiner Ostflanke entspringt der Dielbach und an seiner Südwestflanke der Steinige Bach. Benachbarte Berge sind unter anderem der Hohe Kopf (467,4 m) im Nordwesten, die Hohe List (475,8 m) im Westen und der Große Biesenberg (440,4 m) im Süden, wodurch er lediglich eine geringe Dominanz besitzt.

### Naturräumliche Zuordnung
1. Großregion 1. Ordnung: Schichtstufenland beiderseits des Oberrheingrabens
2. Großregion 2. Ordnung: Pfälzisch-saarländisches Schichtstufenland
3. Großregion 3. Ordnung: Pfälzerwald
4. Region 4. Ordnung (Haupteinheit): Wasgau
5. Region 5. Ordnung: Südwestlicher Pfälzerwald

## Natur
Mit dem Auerhahnkiefer und dem Zigeunerfelsen befinden sich auf dem Berg zwei Naturdenkmale. Hinzu kommt mit dem Reitersprung eine weitere Felsformation.

## Tourismus
Die ab Zweibrücken verlaufende Weiterführung des Höcherbergwegs, die mit einem rot-weißen Balken markiert ist und ein weiterer Wanderweg, markiert mit grün-blauem Balken, von Göllheim bis nach Eppenbrunn verläuft, führen über den Buchhübel.